# Hallo, Mr. President
Hallo, Mr. President (Originaltitel: The American President) ist eine US-amerikanische romantische Filmkomödie des Regisseurs Rob Reiner aus dem Jahr 1995, in der sich der verwitwete US-Präsident (Michael Douglas) in eine Umweltlobbyistin (Annette Bening) verliebt.

## Inhalt
Vor drei Jahren, kurz nach dem Tod seiner Frau Mary, wurde Andrew Shepherd mit einem enorm knappen Ergebnis zum Präsidenten der Vereinigten Staaten gewählt. Mittlerweile zeigen die Umfragen mehr als 60 Prozent Zustimmung zu seiner Amtsführung. Seine Wiederwahl scheint gesichert, als er bei einem Meeting im Weißen Haus die Umwelt-Lobbyistin Sydney Wade kennenlernt. Beeindruckt von ihrem Temperament bittet er sie zu einer privaten Unterredung ins Oval Office. Die beiden vereinbaren einen Deal: Wenn Sydneys Organisation 24 Kongressabgeordnete für ein revolutionäres Umweltgesetz gewinnen kann, wird das Weiße Haus sie unterstützen. Gleichzeitig setzt Shepherds Stab alles daran, möglichst viele Stimmen für ein umstrittenes Waffengesetz zu gewinnen.
Der Präsident ist derweil aber vor allem privat an Sydney Wade interessiert; er ruft sie an und bittet sie, seine Begleitung beim bevorstehenden Staatsdinner zu sein. Nach anfänglicher Ungläubigkeit willigt sie ein und speist wenige Tage später im Festsaal des Weißen Hauses mit Shepherd, dem französischen Präsidenten und dessen Frau. Als sie sich mit diesen darüber unterhält, dass trotz der schönen Musik niemand tanzt, erklärt der Franzose, in seinem Land würde niemand es wagen, vor dem Gastgeber zu tanzen. Daraufhin ergreift Shepherd die Initiative und bittet Sydney vor den erstaunten Augen der versammelten Gäste um den ersten Tanz.
Zwischen den beiden entwickelt sich eine Romanze, von der weder die Mitarbeiter des Präsidenten noch Sydneys Boss Leo Solomon besonders begeistert sind. Der erste intime Moment wird unterbrochen, als ein Waffenlager in Israel bombardiert wird und der Präsident einen Vergeltungsschlag gegen Libyen führen muss. Derweil baut der republikanische Präsidentschaftskandidat und Oppositionsführer im Senat, Robert Rumson, eine Verleumdungskampagne gegen Sydney auf: er behauptet, sie hätte in Virginia mit „sexuellen Gunsterweisungen“ Stimmen auf ihre Seite gezogen und legt alte Bilder vor, die sie als junge Frau bei einer Protestaktion gegen die Apartheid zeigen und auf denen eine US-Flagge verbrannt wird.
Trotz der Warnungen seines Stabschefs steht der Präsident zu seiner Freundin, verweigert aber jegliche öffentliche Stellungnahme über sein Privatleben. Diese Liebesbeziehung liefert den politischen Gegnern viel Munition für eine Kampagne gegen ihn, gerät jedoch erst ins Wanken, als Sydney ihm auf der Weihnachtsfeier im Weißen Haus zufällig erzählt, dass einige mächtige Senatoren mehr an der Blockierung des Umweltgesetzes interessiert wären als an der des Waffengesetzes. Nach langem Zögern, und weil seine Umfragewerte sinken, willigt der Präsident ein, die Vereinbarung mit Sydneys Organisation zu brechen, um sein Waffengesetz durchzubringen. Sydney verlässt ihn daraufhin und erklärt ihm im Gehen, dass sein Gesetz gänzlich ungeeignet sei, Verbrechen zu verhindern.
Der Präsident denkt über seine Amtsführung nach und platzt am nächsten Tag überraschend in eine Pressekonferenz. Vor den versammelten Journalisten hält er eine flammende Rede, in der er Rumson vorwirft, eine Schmutzkampagne inszeniert zu haben und sich nicht im Geringsten für die Sorgen der Menschen zu interessieren. Er kündigt an, das Umweltgesetz doch einzubringen und des Weiteren das Waffengesetz zu überarbeiten und wesentlich strenger zu machen. Auch stellt er klar, dass für ihn nicht nur die amerikanische Fahne Symbol der Freiheit ist, sondern auch der Bürger, der das Recht hat, diese Fahne als Zeichen seines Protestes zu verbrennen. Anschließend will er zu Sydney fahren und sie um Verzeihung bitten, aber sie stürmt just in diesem Moment ins Oval Office. Die beiden versöhnen sich und am Ende begleitet sie ihn als seine Lebensgefährtin, als er dem Kongress unter großem Beifall der Delegierten seinen Bericht zur Lage der Nation vorlegt.

## Synchronisation
Die deutsche Synchronisation entstand nach einem Dialogbuch und unter der Dialogregie von Lutz Riedel.
| Darsteller         | Sprecher              | Rolle                            |
| ------------------ | --------------------- | -------------------------------- |
| Michael Douglas    | Volker Brandt         | Präsident Andrew Shepherd        |
| Annette Bening     | Traudel Haas          | Sydney Ellen Wade                |
| Michael J. Fox     | Sven Hasper           | Lewis Rothschild                 |
| Martin Sheen       | Christian Brückner    | A.J. MacInerney                  |
| Richard Dreyfuss   | Norbert Gescher       | Senator Bob Rumson               |
| Joshua Malina      | Stefan Krause         | David                            |
| Gail Strickland    | Inken Sommer          | Esther MacInerney                |
| Googy Gress        | Roland Hemmo          | Gil                              |
| Samantha Mathis    | Maud Ackermann        | Janie Basdin                     |
| John Mahoney       | Hans-Werner Bussinger | Leo Solomon                      |
| David Paymer       | Michael Pan           | Leon Kodak                       |
| Shawna Waldron     | Anna Maria Riedel     | Lucy Shepherd                    |
| Efrat Lavi         | Eva-Maria Werth       | Madame Monique Danielle D’Astier |
| Anne Haney         | Agi Prandhoff         | Mrs. Chapil                      |
| Anna Deavere Smith | Franziska Pigulla     | Robin McCall                     |
| Taylor Nichols     | Stefan Fredrich       | Stu                              |
| Wendie Malick      | Evamaria Miner        | Susan Sloan                      |
| Ron Canada         | Jürgen Kluckert       | Lloyd, Reporter                  |

## Hintergrund
- Die Umweltorganisation GDC („Global Defense Council“) ist fiktiv, entsprechende Organisationen existieren jedoch wirklich.
- Rob Reiner verbrachte zur Vorbereitung auf den Film zwei Tage im Weißen Haus und folgte Präsident Bill Clinton auf Schritt und Tritt.
- Das Oval-Office-Set wurde ursprünglich für den Film Dave (1993) gebaut und später auch in Nixon (1995) und in der Serie The West Wing – Im Zentrum der Macht (1999 bis 2006) verwendet.
- In The West Wing treten auch mehrere Schauspieler aus Hallo, Mr. President auf, darunter Martin Sheen als der Präsident und Anna Deavere Smith als die Nationale Sicherheitsberaterin.
- Die Journalistin Helen Thomas, die 50 Jahre lang tatsächlich aus dem Weißen Haus berichtete, hat in dem Film einen Cameo-Auftritt.[2]

### Gesetzesvorschläge und Wahljahr
Der Film erweckt den Anschein, dass der US-Präsident Gesetzesvorschläge in den Kongress einbringen könne. Gemäß der Verfassung der Vereinigten Staaten ist dies jedoch nicht möglich. Er kann lediglich die Annahme des Vorschlags befürworten oder sein ihm vorbehaltenes Veto einlegen. Dennoch ist es in der Realität so, dass der Präsident einen befreundeten Senator oder Abgeordneten bitten kann, seine Gesetzesvorhaben einzubringen. Dies ist im Film nicht zu sehen, es kann aber als gegeben angenommen werden.
Der Film spielt mit Ausnahme der Schlussszene am Jahresende, unter anderem an Weihnachten während stets die Rede vom „Wahljahr“ ist. Dies ist insofern ungenau, da Präsidentschaftswahlen in den USA stets Anfang November stattfinden. An Weihnachten des Wahljahres ist der Urnengang also schon vorbei. Die Handlung im Film spielt daher tatsächlich im Kalenderjahr vor der Wahl.

## Kritik
„Eine vorzüglich inszenierte und gespielte Komödie, die zwar kein wirkliches politisches Engagement zeigt, ihre Idee aber intelligent und pointiert entwickelt.“

## Rezeption

### Finanzieller Erfolg
| Land               | Zuschauer in Mio. |
| ------------------ | ----------------- |
| Deutschland        | 0,27              |
| Österreich         |                   |
| Schweiz            | 0,12              |
| Vereinigte Staaten | 2,20              |

### Auszeichnungen (Auswahl)
Komponist Marc Shaiman war 1996 für den Oscar in der Kategorie Beste Musik – Original Musical or Comedy Score nominiert. Des Weiteren erhielt der Film fünf Nominierungen bei den Golden Globe Awards 1996. Neben der Kategorie Bester Film – Musical/Komödie waren Rob Reiner für die Beste Regie, Michael Douglas als Bester Darsteller – Musical/Komödie, Annette Bening als Beste Darstellerin – Musical/Komödie und Aaron Sorkin für das Beste Drehbuch nominiert.
Die Deutsche Film- und Medienbewertung FBW in Wiesbaden verlieh dem Film das Prädikat besonders wertvoll.